# Безымянка (приток Сочура)
Безымянка (Безымянная; южноселькупск. Ни́мкытый кы) — река в России, протекает по Енисейскому району Красноярского края. Устье реки находится в 120 км по левому берегу реки Сочур. Длина реки составляет 33 км.

## Притоки
- 7 км: Большой
- Поворотный
- Маленький

## Данные водного реестра
По данным государственного водного реестра России относится к Верхнеобскому бассейновому округу, водохозяйственный участок реки — Кеть, речной подбассейн реки — бассейн притоков (Верхней) Оби от Чулыма до Кети. Речной бассейн реки — (Верхняя) Обь до впадения Иртыша.